# Rheobatrachus silus
Rheobatrachus silus är en utdöd groddjursart som beskrevs av Liem 1973. Rheobatrachus silus ingår i släktet Rheobatrachus och familjen Myobatrachidae. IUCN kategoriserar arten globalt som utdöd. Inga underarter finns listade i Catalogue of Life.
Honor var med en kroppslängd av ungefär 5 cm lite större än hannar som blev cirka 4 cm långa.
Arten vilade i mindre vattendrag i skogar samt i pölar i klippiga områden. När den sökte efter föda hade den bra simförmågan i större snabbt flytande vattendrag. Rheobatrachus silus saknade en lång tunga för att fånga byten som insekter eller andra ryggradslösa djur. Den behövde därför vänta tills bytet var tillräcklig nära. Artens naturliga fiender var hägrar och fiskar som ålar. Som en försvarsåtgärd producerade groddjuret mycket slem i körtlarna.
Rheobatrachus silus var det enda djuret som födde sina ungar oralt. Det sväljer sina ägg efter att ha lagt dem, och låter dem växa i magen i ca 6 veckor, varefter grodan sedan spyr upp grodyngel. Honan la uppskattningsvis 20 till 40 ägg per tillfälle. Det blev inte utrett om honan svalde äggen eller redan grodynglen. Grodynglen hade förmåga att producera prostaglandiner som skyddade dem mot magsyran. Under ungarnas utveckling i magsäcken åt modern ingenting.
Destruktion av artens habitat ledde till att arten dog ut 1983, men forskare har nu skapat ett tidigt embryo från frusna specimen med målet att återuppliva arten. Som grunder för artens utdöende utpekas även gruvdrift som förorenade vattendragen eller sjukdomar orsakad av gisselsvampar. Andra skäl är inte omöjliga. Rheobatrachus silus var mycket känslig på grund av sin begränsade utbredning.